# Viçosa (Rio Grande do Norte)
Viçosa é um município brasileiro do interior do estado do Rio Grande do Norte. De acordo com o censo demográfico do Instituto Brasileiro de Geografia e Estatística (IBGE) em 2024, sua população era de 1 890 habitantes, sendo o município menos populoso do estado. Área territorial de 37,905 km² em 2018.

## História
A história de Viçosa se inicia no século XIX, a partir de 1841, com a fundação de uma fazenda de criação de gado às margens do riacho Forquilha, nas proximidades da serra homônima. Mas o povoamento da localidade se consolidou somente a partir do século XX, com a chegada de agricultores. A partir de então, o povoado de Viçosa desenvolve-se lenta e gradualmente, com economia baseada na agropecuária.
Em 28 de dezembro de 1963, Viçosa deixa de ser povoado e se torna um novo município do Rio Grande do Norte, desmembrado de Portalegre, através da lei estadual n° 3 045, sancionada pelo governador Aluízio Alves. A instalação do município aconteceu em 9 de janeiro de 1964 com a posse do primeiro prefeito, Silvestre Gomes Pinto. Desde então, o município é constituído apenas pelo distrito-sede.
Uma das versões acerca da etimologia do nome do município afirma que o nome "Viçosa" foi dado pelo juiz de direito de Olinda, em Pernambuco, Miguel Carlos Caldeira de Pina Castelo Branco, que, subindo a serra de Portalegre, sentiu-se encantado com as paisagens locais e afirmou: “Outra Viçosa”, em alusão à vila portuguesa homônima, residência dos Duques de Bragança.

## Geografia
De acordo com a divisão do Instituto Brasileiro de Geografia e Estatística vigente desde 2017, Viçosa pertence à região geográfica imediata de Pau dos Ferros, dentro da região geográfica intermediária de Mossoró. Até então, com a vigência das divisões em mesorregiões e microrregiões, o município fazia parte da microrregião de Pau dos Ferros, que por sua vez estava incluída na mesorregião do Oeste Potiguar. Viçosa está entre os menores municípios do Rio Grande do Norte em tamanho territorial, com apenas 37,905 km² de área (0,0718% da superfície estadual). Seu território tem como limites Riacho da Cruz a norte; Umarizal a leste e, a sul, Martins e Portalegre, este último novamente a oeste. A cidade está distante 373 km de Natal, capital estadual, e 1 961 km de Brasília, capital federal.
O relevo do município, com altitudes predominando entre 200 e 400 metros, é constituído pela Depressão Sertaneja, que compreende uma série de terrenos de transição entre o Planalto da Borborema e a Chapada do Apodi. Viçosa está situado em área de abrangência de rochas metamórficas da Formação Serra de Martins, com idade de aproximadamente sessenta milhões de anos, originárias da idade Terciária inferior, bem como da Formação Jucurutu, do período Pré-Cambriano médio, há aproximadamente um bilhão de anos. Predomina o solo podzólico vermelho amarelo equivalente eutrófico, típico das áreas de relevo ondulado, com alto grau de drenagem e fertilidade e textura média.
A formação vegetal mais comum é a caatinga hiperxerófila, de pequeno porte, sem folhas na estação seca. Entre as espécies mais encontradas estão o facheiro (Pilosocereus pachycladus), o faveleiro (Cnidoscolus quercifolius), a jurema-preta (Mimosa hostilis), o marmeleiro (Cydonia oblonga), o mufumbo (Combretum leprosum) e o xique-xique (Pilosocereus polygonus). O território municipal é cortado pelos riachos são dos Dormentes e da Forquilha, que pertencem à bacia hidrográfica do Rio Apodi/Mossoró. Viçosa possui clima semiárido quente (tipo Bsh na classificação climática de Köppen-Geiger), com chuvas concentradas entre fevereiro e maio.
Segundo dados da Empresa de Pesquisa Agropecuária do Rio Grande do Norte (EMPARN), desde junho de 2004 o maior acumulado de precipitação em 24 horas registrado na cidade alcançou 155 mm em 11 de fevereiro de 2017, seguido por 145,6 mm em 8 de abril de 2013, 142 mm em 21 de fevereiro de 2009, 141,2 mm em 28 de março de 2023, 135 mm em 24 de abril de 2022, 121,5 mm em 5 de março de 2008, 115 mm em 8 de março de 2020, 110 mm em 30 de março de 2008, 105 mm em 25 de março de 2023, 102 mm em 29 de abril de 2022, 101 mm em 23 de janeiro de 2009, 100,3 mm em 11 de maio de 2008 e 100 mm nos dias 13 de abril de 2018 e 18 de janeiro de 2019. Março de 2008, com 616,6 mm, é o mês mais chuvoso da série histórica.
| Dados climatológicos para Viçosa (2004-2020) | Dados climatológicos para Viçosa (2004-2020) | Dados climatológicos para Viçosa (2004-2020) | Dados climatológicos para Viçosa (2004-2020) | Dados climatológicos para Viçosa (2004-2020) | Dados climatológicos para Viçosa (2004-2020) | Dados climatológicos para Viçosa (2004-2020) | Dados climatológicos para Viçosa (2004-2020) | Dados climatológicos para Viçosa (2004-2020) | Dados climatológicos para Viçosa (2004-2020) | Dados climatológicos para Viçosa (2004-2020) | Dados climatológicos para Viçosa (2004-2020) | Dados climatológicos para Viçosa (2004-2020) | Dados climatológicos para Viçosa (2004-2020) |
| Mês                                          | Jan                                          | Fev                                          | Mar                                          | Abr                                          | Mai                                          | Jun                                          | Jul                                          | Ago                                          | Set                                          | Out                                          | Nov                                          | Dez                                          | Ano                                          |
| -------------------------------------------- | -------------------------------------------- | -------------------------------------------- | -------------------------------------------- | -------------------------------------------- | -------------------------------------------- | -------------------------------------------- | -------------------------------------------- | -------------------------------------------- | -------------------------------------------- | -------------------------------------------- | -------------------------------------------- | -------------------------------------------- | -------------------------------------------- |
| Precipitação (mm)                            | 103,1                                        | 145,6                                        | 214,3                                        | 202,3                                        | 125,7                                        | 40,4                                         | 13,3                                         | 9,1                                          | 0                                            | 3,9                                          | 3,9                                          | 16,1                                         | 877,7                                        |

## Demografia
A população de Viçosa no censo demográfico de 2022 era de 1 822 habitantes, sendo o município menos populoso do Rio Grande do Norte, o único do estado com menos de dois mil habitantes, apresentando uma densidade populacional de 49,9 km². Desse total, 1 541 habitantes viviam na zona urbana (95,24%) e 77 na zona rural (4,76%). Ao mesmo tempo, 812 pessoas eram do sexo feminino (50,19%) e 806 do sexo masculino (49,81%), tendo uma razão de sexo de 99,26. Quanto à faixa etária, 1 078 pessoas tinham entre 15 e 64 anos (66,63%), 396 menos de quinze anos (24,47%) e 144 65 anos ou mais (8,9%). Ainda segundo o mesmo censo, a população era formada por 1 072 pardos (66,28%), 453 brancos (27,99%) e 93 pretos (5,73%).
Considerando-se a nacionalidade, toda a população municipal era de brasileiros natos. Em relação à região de nascimento, 1 602 eram nascidos na Região Nordeste (99%), quatorze no Sudeste (1,59%) e dois no Sul (0,03%), além de seis sem especificação (0,08%). 1 583 habitantes eram naturais do Rio Grande do Norte (97,86%) e, desse total, 6 797 nascidos em Viçosa (82,71%). Entre os naturais de unidades da federação, havia nove cearenses (0,58%), oito paraibanos (0,48%), dois paranaenses (0,12%) e um baiano (0,07%).
O Índice de Desenvolvimento Humano do município é considerado baixo, de acordo com dados do Programa das Nações Unidas para o Desenvolvimento. Segundo dados do relatório de 2010, divulgados em 2013, seu valor era de 0,592, sendo o 107° maior do Rio Grande do Norte e o 4 331 ° do Brasil. Considerando-se apenas o índice de longevidade, seu valor é de 0,747, o valor do índice de renda é de 0,552 e o de educação é de 0,502. De 2000 a 2010, o índice de Gini aumentou de 0,43 para 0,47 e a proporção de pessoas com renda domiciliar per capita de até 140 reais reduziu 48,1%, de 72% para 37,3%. Em 2010, 62,7% da população vivia acima da linha de pobreza, 20,1% abaixo da linha de indigência e 17,2% entre as linhas de indigência e de pobreza. No mesmo ano, os 20% mais ricos eram responsáveis por 50,8% do rendimento total municipal, valor quase dezenove vezes superior à dos 20% mais pobres, de apenas 2,7%.

### Religião

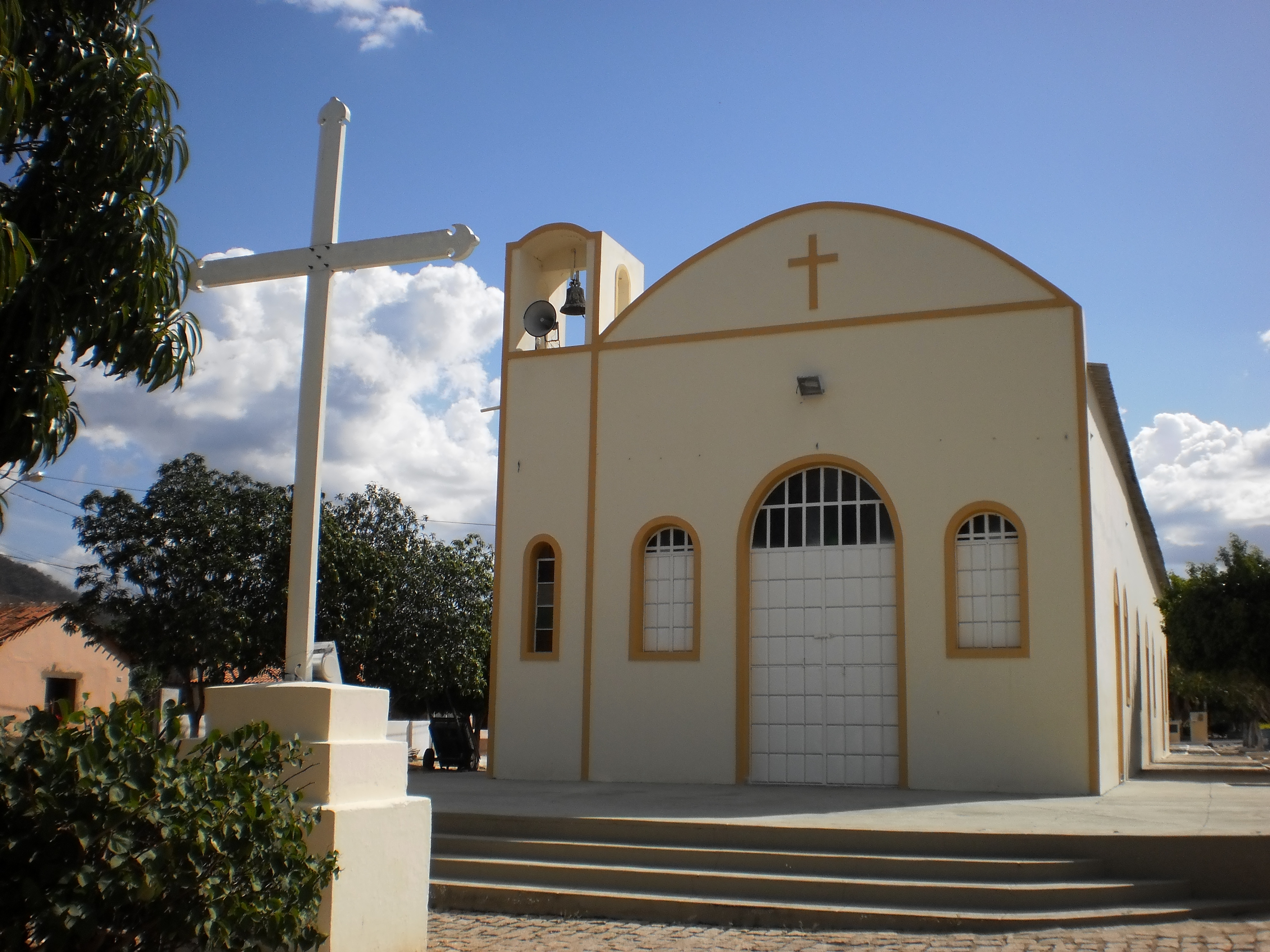
Capela de Nossa Senhora do Perpétuo Socorro, padroeira de Viçosa. O município pertence à paróquia de Portalegre.

Conforme a divisão oficial da Igreja Católica no Brasil, o município está inserido na Diocese de Mossoró, Zonal do Alto Oeste, e pertence à paróquia de Nossa Senhora da Conceição, com sede em Portalegre (que também abrange os municípios de Francisco Dantas, Riacho da Cruz, São Francisco do Oeste e Taboleiro Grande), possuindo apenas uma capela, Nossa Senhora do Perpétuo Socorro, padroeira municipal. No censo de 2010 o catolicismo romano era a religião da maioria da população, com 1 367 seguidores, equivalente a 84,48% dos habitantes.
Viçosa também possui alguns credos protestantes ou reformados. Em 2010, 143 habitantes se declararam evangélicos (8,81%), sendo que 104 pertenciam às igrejas pentecostais (6,4%), três às de missão (0,17%) e 36 a evangélicas indeterminadas (2,24%). Considerando as evangélicas pentecostais, 72 pertenciam à Assembleia de Deus (4,43%), seis à Igreja Deus É Amor (0,36%) e 26 a outras categorias (1,61%). Dentre as de missão, fazia-se presente apenas a Igreja Adventista do Sétimo Dia. Além do catolicismo romano e do protestantismo, também existiam dezoito testemunhas de Jeová (1,09%). Outros 89 não tinham religião (5,49%) e dois tinham religião indeterminada e/ou múltiplo pertencimento (0,12%).

## Política

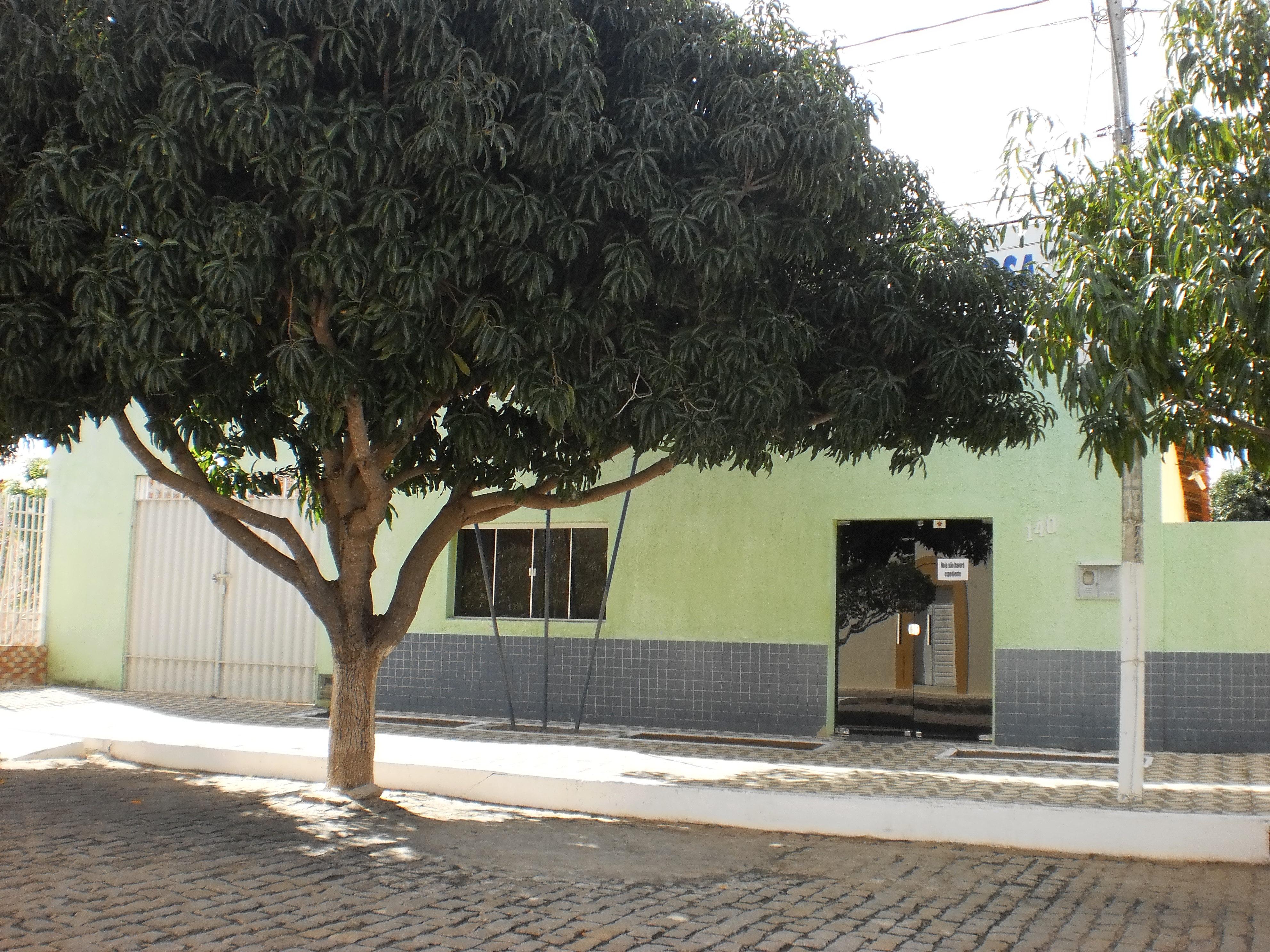
Prefeitura de Viçosa, sede do executivo municipal.

O poder executivo do município de Viçosa é exercido pelo prefeito, auxiliado pelo seu gabinete de secretários. O primeiro prefeito constitucional de Viçosa foi Silvestre Gomes Pinto, empossado em 9 de janeiro de 1964, data de instalação do município, e o atual é Antônio Gomes de Amorim, do Partido Progressista, eleito em 1996 e reeleito em 2000, sendo novamente eleito nas eleições municipais de 2012 e reeleito em 2016, tendo como vice Maria Rodrigues Pinto (PP). O poder legislativo é exercido pela Câmara Municipal, formada por nove vereadores. Cabe à casa elaborar e votar leis fundamentais à administração e ao executivo, especialmente o orçamento municipal (conhecido como Lei de Diretrizes Orçamentárias).
Em complementação ao processo legislativo e ao trabalho das secretarias, existem alguns conselhos municipais em atividade: alimentação escolar, assistência social, direito da criança e do adolescente, educação, FUNDEB, idoso e saúde. Viçosa se rege por sua lei orgânica, promulgada em 1990, e é um dos termos judiciários da comarca de Portalegre (sendo os outros dois Riacho da Cruz e Taboleiro Grande), de primeira entrância. De acordo com dados do Tribunal Superior Eleitoral (TSE), o município pertence à 63ª zona eleitoral do Rio Grande do Norte e possuía, em novembro de 2016, 1 833 eleitores, mais do que a população municipal, representando 0,076% do eleitorado potiguar.

## Economia
Segundo o IBGE, o Produto Interno Bruto (PIB) do município de Viçosa em 2012 era de R$ 10 890 mil, o sétimo menor do Brasil, dos quais 9 015 mil do setor terciário, R$ 955 mil do setor secundário, R$ 579 mil de impostos sobre produtos líquidos de subsídios a preços correntes e R$ 430 mil do setor primário. O PIB per capita era de R$ 6 723,57.
Em 2013 o município possuía um rebanho de 1 050 galináceos (frangos, galinhas, galos e pintinhos), 895 bovinos, 540 ovinos, 450 caprinos, 415 suínos e 54 equinos. Na lavoura temporária do mesmo ano foram produzidos feijão (3 t) e milho (2 t), e na lavoura permanente coco-da-baía (oito mil frutos) e castanha de caju (2 t). Ainda no mesmo ano o município também produziu 133 mil litros de leite de 430 vacas ordenhadas; duas mil dúzias de ovos de galinha e 560 quilos de mel de abelha.
Em 2010, considerando-se a população municipal com idade igual ou superior a dezoito anos, 50,4% era economicamente ativa ocupada, 35,2% inativa e 14,4% ativa desocupada. Ainda no mesmo ano, levando-se em conta população ativa ocupada a mesma faixa etária, 44,29% trabalhavam no setor de serviços, 26% na agropecuária, 6,4% na construção civil, 5,62% no comércio e 0,33% na utilidade pública. Conforme a Estatística do Cadastral de Empresas de 2013, Viçosa possuía dez unidades (empresas) locais, todas atuantes. Salários juntamente com outras remunerações somavam 2 243 mil reais e o salário médio mensal era de 1,6 salários mínimos.

## Infraestrutura
Viçosa possuía, em 2010, 481 domicílios, sendo 458 na zona urbana (95,22%) e 23 na zona rural (4,78%). Desse total, 391 eram próprios (81,29%), todos quitados; 57 cedidos (11,85%), sendo treze por empregador (2,7%) e 44 de outras maneiras (9,15%); 31 alugados (6,44%) e dois ocupados sob outras condições (0,42%).

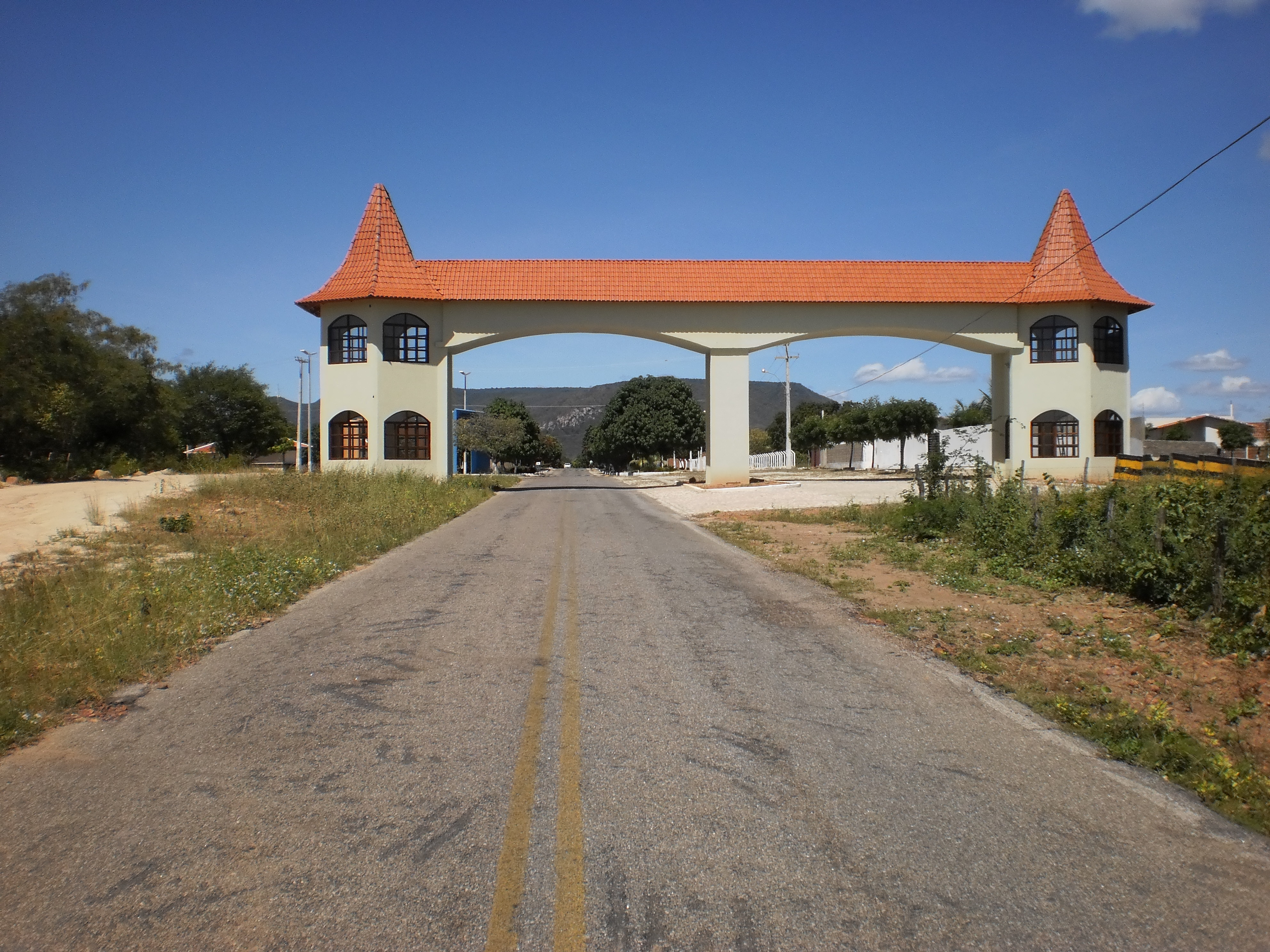
Pórtico de entrada de Viçosa na RN-177, única rodovia que corta o município.

O serviço de abastecimento de água de Viçosa é feito pela Companhia de Águas e Esgotos do Rio Grande do Norte (CAERN). Em 2010, 434 domicílios eram abastecidos pela rede geral (90,23%); treze através de poços (2,7%); um a partir de rio(s), lago(s), açude(s) ou igarapé(s) (0,21%), um de carro-pipa (0,21%) e 32 de outras formas (6,65%). O fornecimento de energia elétrica é realizado pela Companhia Energética do Rio Grande do Norte (COSERN). A voltagem da rede é de 220 volts. Dos 481 domicílios (2010), 476 possuíam energia elétrica (98,96%), todos a partir da companhia distribuidora. O lixo, por sua vez, era coletado em 462 domicílios (96,05%), sendo 425 a partir do serviço de limpeza (88,36%) e 37 por caçambas (7,69%).
A frota municipal no ano de 2014 era de 168 motocicletas, 104 automóveis, doze motonetas, doze caminhonetes, seis caminhões, quatro camionetas, dois micro-ônibus, um utilitário, um ônibus e um caminhão-trator, além de dois em outra(s) categoria(s), totalizando 313 veículos. No transporte rodoviário, o município é cortado apenas pela rodovia federal RN-177, que liga Viçosa a Riacho da Cruz, Portalegre, Pau dos Ferros e outros municípios do Alto Oeste.
O código de área (DDD) de Viçosa é 084 e o Código de Endereçamento Postal (CEP) é 59815-000. No dia 10 de novembro de 2008 o município passou a ser servido pela portabilidade, juntamente com outras cidades de DDDs 33 e 38, em Minas Gerais; 44, no Paraná; 49, em Santa Catarina; além de outros municípios com código 84, no Rio Grande do Norte. Conforme dados do censo de 2010, do total de domicílios, 373 tinham somente telefone celular (77,46%), dezessete possuíam celular e fixo (3,63%) e oito apenas telefone fixo (1,67%).

### Saúde
A rede de saúde de Viçosa dispunha, em 2009, de dois estabelecimentos, ambos públicos, municipais e prestando atendimento ao Sistema Único de Saúde (SUS), com 23 leitos para internação, entre os quais o Hospital Municipal Maternidade Silvestre Gomes Pinto, que conta com serviços de atendimento ambulatorial, internação e SADT (Serviço Auxiliar de Diagnóstico e Terapia), além de leitos nas especialidades de cirurgia geral, clínica geral, obstetrícia clínica e pediatria clínica. Viçosa pertence à VI Unidade Regional de Saúde Pública do Rio Grande do Norte (URSAP-RN), com sede em Pau dos Ferros.
Em 2010, a expectativa de vida ao nascer do município era de 69,81 anos, com índice de longevidade de 0,747, taxa de mortalidade infantil de 27,2 por mil nascidos vivos e taxa de fecundidade de 1,9 filhos por mulher. Em abril do mesmo ano, a rede profissional de saúde era constituída por onze auxiliares de enfermagem, oito médicos (três clínicos gerais, dois cirurgiões gerais, um pediatra, um médico de família e um gineco-obstetra), três cirurgiões-dentistas, dois fisioterapeutas, um psicólogo, um nutricionista, um farmacêutico e um assistente social, totalizando 29 profissionais. Segundo dados do Ministério da Saúde, de 1990 a 2012 o município registrou um caso de AIDS e, entre 2001 e 2012, foram notificados 338 casos de dengue.

### Educação
| 2005 | 2,1 | 2,5 |
| 2007 | 3,1 | 2,6 |
| 2009 | 3,1 | -   |
| 2011 | 4,7 | 3,1 |
| 2013 | 3,8 | 3,3 |
| 2017 | 4,9 | 4,0 |

O fator "educação" do IDH no município atingiu em 2010 a marca de 0,502, ao passo que a taxa de alfabetização da população acima dos dez anos indicada pelo último censo demográfico do mesmo ano foi de 80% (86,1% para as mulheres e 73,7% para os homens). As taxas de conclusão dos ensinos fundamental (15 a 17 anos) e médio (18 a 24 anos) eram de 38,7% e 34,7%, respectivamente.
Ainda em 2010, Viçosa possuía uma expectativa de anos de estudos de 8,99 anos, valor inferior à média estadual (9,54 anos). O percentual de crianças de cinco a seis anos na escola era de 100% e de onze a treze anos cursando o fundamental de 79,44%. Entre os jovens, a proporção na faixa de quinze a dezessete anos com fundamental completo era de 39,11% e de 18 a 20 anos com ensino médio completo de 27,41%. Considerando-se apenas a população com idade maior ou igual a 25 anos, 28,83% tinham ensino fundamental completo, 28,63% analfabetos, 17,25% ensino médio completo e 2,34% superior completo. Em 2014, a distorção idade-série entre alunos do ensino fundamental, ou seja, com idade superior à recomendada, era de 23,6% para os anos iniciais e 38,1% nos anos finais, sendo essa defasagem no ensino médio de 52,6%.
Em 2012 Viçosa possuía uma rede de uma escola de ensino fundamental (com dezesseis docentes), uma do pré-escolar (dois docentes) e uma de ensino médio (quatro docentes), com 364 alunos matriculados.

## Cultura
A Secretaria Municipal de Cultura, Turismo, Esporte e Lazer é o órgão da prefeitura responsável pela área cultural do município de Viçosa, cabendo a ela a organização de atividades e projetos culturais, além dos setores esportivo e turístico. O município possui dois feriados municipais, definidos pela lei municipal n° 188, de 15 de setembro de 2014, sendo eles os dias 26 de setembro, dia da padroeira Nossa Senhora do Perpétuo Socorro, e 28 de dezembro, data da emancipação política.
Na expressão cultural viçosense, são realizados diversos eventos ao longo do ano, sendo a principal delas a festa da padroeira Nossa Senhora do Perpétuo Socorro, que acontece no mês de setembro ou outubro, iniciando-se com a missa de abertura e se estendendo durante nove noites de novena, encerrando com a tradicional procissão por algumas ruas da cidade com a imagem da padroeira, contando também com a programação sociocultural. Outros eventos importantes são as festas juninas; a Jornada Esportiva e Cultura de Viçosa (JOCERVS), que antecede a festa de emancipação política do Viçosa, comemorada no final de dezembro, além da Semana Santa e dos dias das Crianças, das Mães e dos Pais.
Também são realizados eventos com ênfase no setor esportivo, como o Campeonato Municipal de Futsal "Francisco Lioneto". O artesanato é outra forma espontânea da expressão cultural viçosense, tendo como principais atividades com o barro e o bordado, além de materiais recicláveis. Viçosa possui ainda alguns atrativos turísticos; são eles: a Casa de Cultura Popular Palácio das Louceiras; o Complexo Poliesportivo Dra. Julieta Dantas; a Gruta de Nossa Senhora do Perpétuo Socorro; as nascentes do Olho-d’Água; o Pórtico Municipal; as praças Antônio Gomes da Silva, de Eventos e Manoel Forte Sobrinho e o Riacho dos Dormentes.